# Michael Turnbull
Michael Turnbull (Brisbane, 24 marzo 1981) è un ex calciatore australiano, di ruolo portiere.

## Carriera

### Nazionale
Gioca con la selezione olimpica le olimpiadi di Sydney 2000.

## Palmarès
- Campionato australiano: 1

Melbourne Victory: 2014-2015